# Verenigde Arabische Emiraten op de Olympische Zomerspelen 2024
De Verenigde Arabische Emiraten namen deel aan de Olympische Zomerspelen 2024 in Parijs.

## Aantal Deelnemers
Hieronder volgt een overzicht van de atleten die deelnamen aan de Olympische Zomerspelen van 2024.
| Sport        | Mannen | Vrouwen | Totaal |
| ------------ | ------ | ------- | ------ |
| Atletiek     | 0      | 1       | 1      |
| Judo         | 5      | 1       | 6      |
| Paardensport | 3      | 0       | 3      |
| Wielersport  | 0      | 1       | 1      |
| Zwemmen      | 1      | 1       | 2      |
| Totaal       | 9      | 4       | 13     |

## Deelnemers en resultaten

### Atletiek

#### Loopnummers
Vrouwen
| atleet        | onderdeel | voorronde | voorronde | series | series | herkansingen | herkansingen | halve finale   | halve finale   | finale         | finale         |
| atleet        | onderdeel | tijd      | rang      | tijd   | rang   | tijd         | rang         | tijd           | rang           | tijd           | rang           |
| ------------- | --------- | --------- | --------- | ------ | ------ | ------------ | ------------ | -------------- | -------------- | -------------- | -------------- |
| Mariam Kareem | 100 m     | bye       | bye       | 13,26  | 9      | n.v.t.       | n.v.t.       | niet geplaatst | niet geplaatst | niet geplaatst | niet geplaatst |

### Judo
Mannen
| atleet                   | onderdeel | eerste ronde         | tweede ronde            | derde ronde          | kwartfinale          | halve finale         | herkansing           | finale / BM          | finale / BM    |
| atleet                   | onderdeel | tegenstander uitslag | tegenstander uitslag    | tegenstander uitslag | tegenstander uitslag | tegenstander uitslag | tegenstander uitslag | tegenstander uitslag | rang           |
| ------------------------ | --------- | -------------------- | ----------------------- | -------------------- | -------------------- | -------------------- | -------------------- | -------------------- | -------------- |
| Bayanmönkhiin Narmandakh | −66 kg    | n.v.t.               | An B-u V 00 - 10        | niet geplaatst       | niet geplaatst       | niet geplaatst       | niet geplaatst       | niet geplaatst       | niet geplaatst |
| Nugzar Tatalashvili      | −81 kg    | bye                  | Gandía V 00 - 11        | niet geplaatst       | niet geplaatst       | niet geplaatst       | niet geplaatst       | niet geplaatst       | niet geplaatst |
| Aram Grigorian           | −90 kg    | n.v.t.               | Bobonov W 10 - 00       | Nyman W 10 - 00      | Murao V 00 - 10      | niet geplaatst       | Tselidis V 00 - 10   | niet geplaatst       | niet geplaatst |
| Dzhafar Kostoev          | -100 kg   | n.v.t.               | Gonçalves W 10 - 01     | Korrel V 00 - 01     | niet geplaatst       | niet geplaatst       | niet geplaatst       | niet geplaatst       | niet geplaatst |
| Tatsuru Saito            | +100 kg   | n.v.t.               | El Mehdi Lili W 10 - 00 | Riner V 00 - 10      | niet geplaatst       | niet geplaatst       | niet geplaatst       | niet geplaatst       | niet geplaatst |

Vrouwen
| atlete                 | onderdeel | eerste ronde         | tweede ronde         | kwartfinale          | halve finale         | herkansing           | finale / BM          | finale / BM    |
| atlete                 | onderdeel | tegenstander uitslag | tegenstander uitslag | tegenstander uitslag | tegenstander uitslag | tegenstander uitslag | tegenstander uitslag | rang           |
| ---------------------- | --------- | -------------------- | -------------------- | -------------------- | -------------------- | -------------------- | -------------------- | -------------- |
| Bishreltiin Khorloodoi | −52 kg    | Zhu Y W 10 - 00      | Ballhaus V 00 - 11   | niet geplaatst       | niet geplaatst       | niet geplaatst       | niet geplaatst       | niet geplaatst |

### Paardensport

#### Jumping
Voor het eerst sinds 2008 hebben de Verenigde Arabische Emiraten een ploeg van drie springruiters ingeschreven voor de Olympische jumpingcompetitie door de laatste van twee beschikbare teamplekken veilig te stellen bij de door de International Equestrian Federation (FEI) aangewezen Olympische kwalificatiewedstrijd voor Groep F (Afrika en Midden-Afrika) in Doha , Qatar .
| ruiter                                                                | paard            | onderdeel   | kwalificatie | kwalificatie | finale         | finale         | finale         |
| ruiter                                                                | paard            | onderdeel   | strafpunten  | rang         | strafpunten    | tijd           | rang           |
| --------------------------------------------------------------------- | ---------------- | ----------- | ------------ | ------------ | -------------- | -------------- | -------------- |
| Ali Hamad Ali-Kirbi                                                   | Jarlin de Torres | individueel | 16,00        | 61           | niet geplaatst | niet geplaatst | niet geplaatst |
| Abdullah Mohd Al-Marri                                                | McGregor         | individueel | opgave       | opgave       | niet geplaatst | niet geplaatst | niet geplaatst |
| Omar Abdul Aziz Al-Marzooqi                                           | Enjoy de la Mure | individueel | 1,00         | 21 Q         | 8,00           | 83,38          | 19             |
| Ali Hamad Al-Kirbi Abdullah Mohd Al-Marri Omar Abdul Aziz Al-Marzooqi | zie hierboven    | team        | 72,00        | 18           | niet geplaatst | niet geplaatst | niet geplaatst |

### Wielersport

#### Wegwielrennen
Vrouwen
| atleet          | onderdeel    | tijd | rang |
| --------------- | ------------ | ---- | ---- |
| Safia Al-Sayegh | wegwedstrijd | DNF  |      |

### Zwemmen
Mannen
| atleet             | onderdeel        | series | series | halve finale   | halve finale   | finale         | finale         |
| atleet             | onderdeel        | tijd   | rang   | tijd           | rang           | tijd           | rang           |
| ------------------ | ---------------- | ------ | ------ | -------------- | -------------- | -------------- | -------------- |
| Yousuf Almatrooshi | 100 m vrije slag | 50,39  | 44     | niet geplaatst | niet geplaatst | niet geplaatst | niet geplaatst |

Vrouwen
| atleet         | onderdeel        | series  | series | halve finale   | halve finale   | finale         | finale         |
| atleet         | onderdeel        | tijd    | rang   | tijd           | rang           | tijd           | rang           |
| -------------- | ---------------- | ------- | ------ | -------------- | -------------- | -------------- | -------------- |
| Maha Al-Shehhi | 200 m vrije slag | 2.17,17 | 28     | niet geplaatst | niet geplaatst | niet geplaatst | niet geplaatst |